# Mona Sahlin
Mona Ingeborg Sahlin, geboren Andersson (Sollefteå, 9 maart 1957) is een Zweeds politica van de Sociaaldemocratische Arbeiderspartij (Socialdemokraterna). Ze bekleedde verschillende ministerschappen in de Zweedse regering en was in de periodes 1982–1996 en 2002–2011 lid van de Rijksdag, het Zweedse parlement. Tussen 2007 en 2011 was ze voorzitter van haar partij.

## Politieke loopbaan
Mona Sahlin was al op jonge leeftijd politiek actief. Ze sloot zich op 16-jarige leeftijd aan bij de jongerenvereniging van de Socialdemokraterna en werd bij de Zweedse verkiezingen van 1982 voor het eerst verkozen in de Rijksdag. Daar was ze enige tijd het jongste parlementslid. In 1990 werd ze benoemd tot minister van Werkgelegenheid in de regering van Ingvar Carlsson, een functie die ze bekleedde tot na de verkiezingen van 1991. Tussen 1992 en 1994 was Sahlin partijsecretaris van de sociaaldemocraten.
Toen haar partij in 1994 opnieuw aan de macht kwam, werd Sahlin in het kabinet-Carlsson III vicepremier en minister van Gelijkheid. Ze werd beschouwd als de gedoodverfde opvolger van partijleider en premier Carlsson, maar raakte eind 1995 in opspraak toen bleek dat ze enkele jaren eerder een bankkaart van de overheid had gebruikt voor privéuitgaven. Ook werd onthuld dat ze verschillende rekeningen en parkeerboetes niet op tijd had betaald. Sahlin legde hierop haar regeringsfuncties neer en verliet in april 1996 ook het parlement.
In 1998 keerde Sahlin terug naar de nationale politiek, toen ze door toenmalig premier Göran Persson benoemd werd tot minister zonder portefeuille. In die rol was ze werkzaam als minister van Werkgelegenheid (1998–2002), Democratie, Integratie, Gelijkheid en Sport (2000-2004) en Sociale Ontwikkeling, Huisvesting en Energie (2004–2006). Naast haar functies in de regering zetelde ze sinds de verkiezingen van 2002 opnieuw in de Rijksdag.
Nadat de sociaaldemocraten na de verkiezingen van 2006 in de oppositie waren beland, kondigde partijvoorzitter Persson zijn vertrek aan. Sahlin werd in maart 2007 verkozen tot zijn opvolger en daarmee de eerste vrouwelijke partijvoorzitter van de Socialdemokraterna. Samen met de Vänsterpartiet en de Miljöpartiet de Gröna richtte zij in 2008 de rood-groene alliantie op. Als lijsttrekker bij de parlementsverkiezingen van 2010 slaagde ze er echter niet in een zware nederlaag te voorkomen: de sociaaldemocraten behaalden 30,7% van de stemmen en daarmee hun slechtste resultaat in 90 jaar. Deze klap leidde binnen de partij tot een crisis, waarbij Sahlin in november 2010 haar aftreden bekendmaakte. Na een buitengewone partijvergadering in maart 2011 werd het voorzitterschap overgenomen door Håkan Juholt. Sahlin trad ook terug uit het Zweedse parlement.

## Trivia
- In 1969 was Sahlin achtergrondzangeres van Jan Malmsjö tijdens Melodifestivalen, de Zweedse preselectie voor het Eurovisiesongfestival. Met Hej clown, geschreven door Benny Andersson en Lasse Berghagen, werd een gedeelde eerste plaats behaald.

- Bibsys: 90843080
- Bibliothèque nationale de France: cb12500274d (data)
- Gemeinsame Normdatei: 119342405
- International Standard Name Identifier: 0000 0000 7860 3670
- Library of Congress Control Number: n96064192
- Nationale Bibliotheek van Polen: a0000003545510
- LIBRIS: 202061
- Système universitaire de documentation: 034224912
- Virtual International Authority File: 50033834
- WorldCat: E39PBJccdjw6Rw7pqr6ppgGfv3